# 卡氏副唇魚
卡氏副唇魚（学名：Paracheilinus carpenteri），又名卡氏副鸚鯛，为輻鰭魚綱鱸形目隆頭魚亞目隆頭魚科副唇魚屬下的一个种，分布於西太平洋區，從台灣至印尼海域，棲息深度27-45公尺，體長可達8公分，棲息在珊瑚礁海域，可作為觀賞魚。